# Richard Öster
Richard Hugo Öster, född 3 april 1916 i Österbybruk, Films socken, Uppsala län, död 25 januari 1978 i Uppsala, var en svensk målare, tecknare och grafiker.
Han var son till smeden Hugo Wilhelm Öster och Gerda Vilhelmina Helena Lund och från 1944 gift med Maria Örn. Han kom till Uppsala 1931 där han anställdes som målarlärling vid en målerifirma. Vid sidan av sin yrkesutövning som målare bedrev han självstudier inom stafflikonst. Efter några år tog lusten för konstnärlig verksamhet över helt och han arbetade i fortsättningen bara periodvis som yrkesmålare. Han var bosatt i Stockholm 1938–1940 och passade då på att studera målning för Otte Sköld dessutom bedrev han självstudier under resor till bland annat Frankrike, Nederländerna, Norge och Danmark. Han tilldelades ett stipendium från Föreningen Pro Arte 1962. Separat ställde han ut ett flertal gånger i Uppsala och i Rimbo. Han medverkade ett flertal gånger i Uplands konstförenings utställningar och i en lång rad av andra samlingsutställningar med provinsiell konst i Uppsala. Han var representerad några gånger i Sveriges allmänna konstförenings salonger i Stockholm. Hans konst består av stilleben, interiörer, bruksmiljöer och landskapsskildringar från Upplandsslätten utförda i olja samt i form av linoleumsnitt i färg eller svartvitt.